# Hama Tuma
Hama Tuma (* 27. Mai 1949 in Addis Abeba) ist ein äthiopischer Dichter, Schriftsteller, Journalist und Satiriker.

## Leben
In den 1960er-Jahren wurde Tuma zum Aktivisten für Demokratie und Menschenrechte. Er begann ein Studium der Rechtswissenschaften an der Universität Addis Abeba, wurde aber in seinem letzten Hochschuljahr vorzeitig exmatrikuliert, da er gegen das Regime des Kaisers Haile Selassie demonstrierte. Daraufhin setzte er sich als Anwalt für Gerechtigkeit ein.
Er ist Gründungsmitglied der Ethiopian People’s Revolutionary Party und setzte sich für einen Neuanfang in einem von Stammeskämpfen und politischen Rivalitäten bestimmten gesellschaftlichen Klima Äthiopiens ein. Aufgrund seines Einsatzes für Menschenrechte wurde er von drei verschiedenen äthiopischen Regierungen des Landes verwiesen und verließ das Land 1969. Dabei legte er seinen eigentlichen Namen Iyasou Alemayehu ab und musste Familie und Freunde zurücklassen. Seine Werke sind in Äthiopien verboten.
Hama Tuma schreibt Gedichte auf Amharisch und Englisch. Er veröffentlichte zahlreiche politische und satirische Artikel. Einige seiner Geschichten handeln von der dunklen Zeit der sozialistischen Militärdiktatur unter Mengistu Haile Mariam, während der in Äthiopien viel Blut vergossen wurde. Schonungslos kämpft er gegen die Kriege in seinem Land und setzt sich vor allem mit Satire der bitteren Realität entgegen.
Hama Tuma hat im Sudan, Kenia und Uganda gelebt. Er lebt derzeit mit seiner Frau und seiner Tochter in Paris.

## Werk
- Kedada Chereka. Roman.
- Habeshigna I. Gedichte.
- Of Spades and Ethiopians. Gedichte. Free Ethiopian Press, Washington, D.C. 1991.
- Case of the Socialist Witchdoctor and other stories. Kurzgeschichten. Heinemann, Oxford 1993. ISBN 978-0-435-90590-3.
- Eating an American and other Poems. 1999.
- Habeshigna II. 1999.
- African Absurdities: Politically Incorrect Articles. Essays. First Publish, Orlando 2002. ISBN 978-1-931743-39-6.
- Give me a Dog's Life any Day: African Absurdities II. Essays. Trafford Publishing, Victoria 2004. ISBN 978-1-4120-2137-1.
- The Case of the Criminal Walk and Other Stories. Geschichten. Outskirts Press, Denver 2006. ISBN 978-1-59800-367-3.
- Democratic Cannibalism: African Absurdities III. Infinity Publishing, 2007. ISBN 978-0-7414-3829-4.
- Why Don't They Eat Coltan? Infinity Publishing, 2010. ISBN 978-0-7414-6189-6.
- The Homeless Prime Minister. Infinity Publishing, 2014.